# 姚凤楷
姚凤楷，清朝人，是一名清朝政治人物。
姚凤楷曾于1814年接替何星文任宝山县知县一职，1815年由吴桓接任。